# シルバー・ノヴァ
シルバー・ノヴァ（Silver Nova）、またはシルバー・ノバは、シルバーシー・クルーズが運航しているクルーズ客船。

## 概要
シルバーシー・クルーズが「プロジェクト・エボリューション」として計画したシルバー・ノヴァ級1番船として、ドイツのマイヤー・ヴェルフトで建造され、2023年7月19日にオランダのエムスハーフェンで引き渡された。
船価は6億ドル。
メインファンネル（煙突）が左舷寄り、前部と船尾にある排気塔が右舷寄りに設けられる等、左右非対称の特徴的なデザインをしており、
客室数は364室で全てが海側客室（アウトサイド・キャビン）で、かつ全室ベランダ付きである。
本船は「グリーン・クルージング」を目指したハイブリッド客船で、LNG燃料や水素燃料電池、バッテリー、廃熱リカバリーシステム、陸上給電設備等を備えて港内での排ガスゼロを可能にしている。
8月14日からヴェネツィア発着のアドリア海クルーズでデビュー。
2024年1月4日にフロリダのフォートローダーデールで命名式を行った。
日本への来航は9月27日に釧路に寄港したのが初であった。
また、同型の2番船が2024年に建造された。

## 同型船
- 2番船　「シルバー・レイ（Silver Ray）」

2024年5月14日竣工。